# Стерлитамакский район
Стерлитама́кский райо́н (баш. Стәрлетамаҡ районы) — административно-территориальная единица (район) и муниципальное образование (муниципальный район) в её границах под наименованием муниципальный район Стерлитамакский район (баш. Стәрлетамаҡ районы муниципаль районы) в составе Республики Башкортостан Российской Федерации.
Административный центр — город Стерлитамак (в состав района не входит).

## Географическое положение
Площадь муниципального образования составляет 2221,6 км².
Территория района входит в пределы Прибельской увалисто-волнистой равнины. Полезные ископаемые представлены месторождениями нефти, поваренной соли, известняка, цементной глины, гипса, тугоплавкой глины, глины для черепицы, керамзитовой глины, кирпичного сырья, песчано-гравийной смеси, агрономических руд. Климат умеренно континентальный, теплый, засушливый. По территории района протекает река Белая с притоками Ашкадаром, Стерля, Куганаком. В поймах рек произрастают осокоревые и ольховые леса с примесью дуба, липы и вяза, занимающие 5,1 % территории района. Распространены выщелоченные и типичные чернозёмы, тёмно-серые слабооподзоленные почвы.

## История

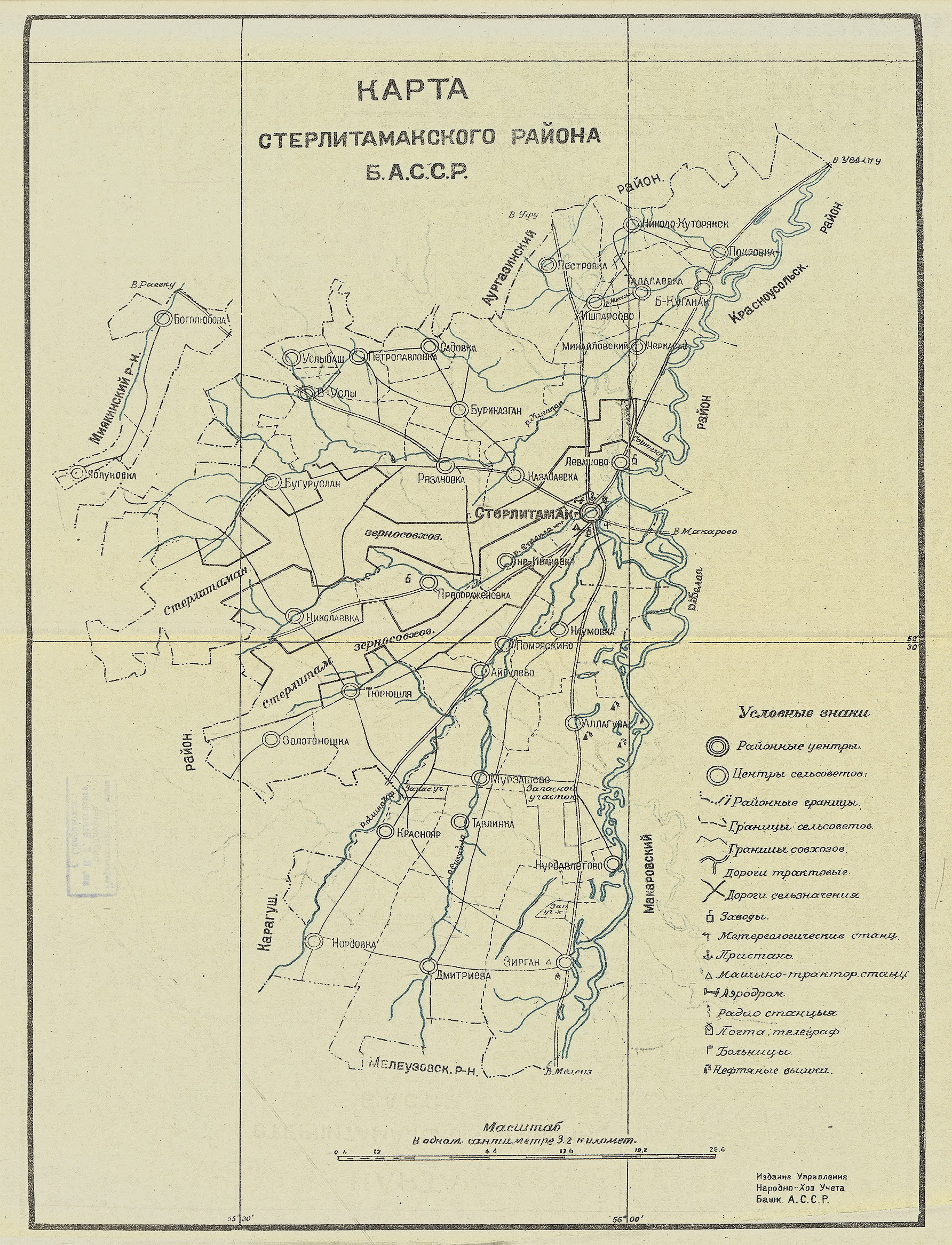
Стерлитамакский район (1933).

Район образован 20 августа 1930 года, когда, согласно постановлению президиума ВЦИК, было ликвидировано разделение Башкирской АССР на кантоны и образовано 48 районов. Из части Азнаевской, Ашкадарской, Зиргановской, Калкашевской, Усольской волостей Стерлитамакского кантона БАССР с центром в г. Стерлитамаке. С 1 февраля 1963 в состав Стерлитамакского района вошёл упразднённый Макаровский (Петровский) район (18 сельсоветов, 102 сельских населённых пункта). В 1965 Стерлитамакский район разукрупнён. К 1979 в районе реорганизован ряд сельсоветов: упразднены Аллагуватский, Боголюбовский, Бугуруслановский, образованы Константиноградовский, Максимовский, Красоярский сельсоветы.
В 2002 в Стерлитамакском районе 27 сельсоветов (Айгулевский, Аллагуватовский, Ашкадарский, Аючевский, Бельский, Буриказгановский, Дергачевский, Золотоношский, Константиноградовский, Максимовский, Казадаевский, Куганакский, Красноярский, Наумовский, Николаевский, Отрадовский, Октяюрьский, Первомайский, Подлесненский, Пёстровский, Покровский, Преображеновский, Рощинский, Рязановский, Талалаевский, Тюрюшлинский, Услинский, Чуртановский) и 116 сельских населённых пунктов с численностью населения 37699 человек. В 2008 Бельский сельсовет присоединён к Алатанинскому, Покровский – к Куганакскому, Преображеновский – к Николаевскому, Дергачёвский – к Первомайскому, Талалаевский – к Подлесненскому, Золотоношский – к Тюрюшлинскому, Чуртановский – к Услинскому сельсовету.

## Население
| 1939    | 1959    | 1970    | 1979    | 1989    | 2002    | 2008    | 2009    | 2010    |
| ------- | ------- | ------- | ------- | ------- | ------- | ------- | ------- | ------- |
| 59 245  | ↘48 502 | ↘43 737 | ↘32 545 | ↗33 592 | ↗37 699 | ↘33 476 | ↘32 919 | ↗40 325 |
| 2012    | 2013    | 2014    | 2015    | 2016    | 2017    | 2018    | 2019    | 2021    |
| ↗40 836 | ↗41 349 | ↗41 411 | ↗41 633 | ↗41 817 | ↗42 281 | ↗42 979 | ↗43 337 | ↗48 044 |

Согласно прогнозу Минэкономразвития России, численность населения будет составлять:
- 2024 — 47,25 тыс. чел.
- 2035 — 54,06 тыс. чел.

### Национальный состав
Согласно Всероссийской переписи населения 2010 года: русские — 35,6 %, татары — 23,2 %, башкиры — 21,6 %, чуваши — 12,3 %, украинцы — 2,6 %, мордва — 2 %, лица других национальностей — 2,7 %.
По итогам переписи населения 2020 года проживали следующие национальности (национальности менее 0,1 % и другое см. в сноске к строке «Другие»):
| Национальность | Численность, чел. | Доля     |
| -------------- | ----------------- | -------- |
| Русские        | 18 983            | 39,51 %  |
| Башкиры        | 11 847            | 24,66 %  |
| Татары         | 11 062            | 23,02 %  |
| Чуваши         | 3611              | 7,52 %   |
| Мордва         | 648               | 1,35 %   |
| Украинцы       | 474               | 0,99 %   |
| Казахи         | 238               | 0,50 %   |
| Азербайджанцы  | 123               | 0,26 %   |
| Узбеки         | 118               | 0,25 %   |
| Армяне         | 71                | 0,15 %   |
| Таджики        | 70                | 0,15 %   |
| Немцы          | 56                | 0,12 %   |
| Марийцы        | 49                | 0,10 %   |
| Другие         | 694               | 1,42 %   |
| Итого          | 48 044            | 100,00 % |

### Языковой состав
Согласно Всероссийской переписи населения 2010 года родными языками населения являлись:  русский — 42,7 %, татарский — 23,1 %, башкирский — 18,2 %, чувашский — 10,7 %, мордовский — 1,7 %, украинский — 1,3 %.
Согласно Всероссийской переписи населения 2020 года родными языками населения являлись:  русский — 43,8 %, башкирский — 23,1 %, татарский — 22,3 %, чувашский — 6,7 %, мордовский — 1,3 %, украинский — 0,6 %.

## Административное деление
В Стерлитамакский район как административно-территориальную единицу республики входит 20 сельсоветов.
В одноимённый муниципальный район в рамках местного самоуправления входит 20 муниципальных образований со статусом сельского поселения:
| №     | Муниципальное образование       | Административный центр      | Количество населённых пунктов | Население (чел.) | Площадь (км²) |
| ----- | ------------------------------- | --------------------------- | ----------------------------- | ---------------- | ------------- |
| 1e-06 | Сельское поселение              |                             |                               |                  |               |
| 1     | Айгулевский сельсовет           | село Айгулево               | 2                             | ↘739             | 73,32         |
| 2     | Алатанинский сельсовет          | село Алатана                | 6                             | ↗1877            | 39,63         |
| 3     | Ашкадарский сельсовет           | деревня Новофедоровское     | 4                             | ↘503             | 65,67         |
| 4     | Аючевский сельсовет             | село Аючево                 | 3                             | ↗654             | 33,93         |
| 5     | Буриказгановский сельсовет      | село Буриказганово          | 4                             | ↘1893            | 106,27        |
| 6     | Казадаевский сельсовет          | село Новое Барятино         | 8                             | ↗1748            | 87,87         |
| 7     | Константиноградовский сельсовет | деревня Константиноградовка | 3                             | ↘667             | 97,48         |
| 8     | Красноярский сельсовет          | село Новый Краснояр         | 7                             | ↘1513            | 70,91         |
| 9     | Куганакский сельсовет           | село Большой Куганак        | 5                             | ↘3202            | 117,85        |
| 10    | Максимовский сельсовет          | деревня Максимовка          | 7                             | ↘888             | 99,65         |
| 11    | Наумовский сельсовет            | село Наумовка               | 7                             | ↗5436            | 157,62        |
| 12    | Николаевский сельсовет          | село Николаевка             | 3                             | ↘1239            | 107,55        |
| 13    | Октябрьский сельсовет           | село Октябрьское            | 6                             | ↘2047            | 223,50        |
| 14    | Отрадовский сельсовет           | село Новая Отрадовка        | 5                             | ↗9907            | 66,59         |
| 15    | Первомайский сельсовет          | село Первомайское           | 12                            | ↘2416            | 294,13        |
| 16    | Подлесненский сельсовет         | деревня Подлесное           | 12                            | ↘1868            | 147,59        |
| 17    | Рощинский сельсовет             | село Рощинский              | 1                             | ↘1989            | 2,10          |
| 18    | Рязановский сельсовет           | деревня Рязановка           | 6                             | ↗1025            | 116,73        |
| 19    | Тюрюшлинский сельсовет          | село Тюрюшля                | 3                             | ↘1399            | 166,80        |
| 20    | Услинский сельсовет             | село Верхние Услы           | 7                             | ↘1969            | 146,41        |

### Населённые пункты
В Стерлитамакском районе 111 населённых пунктов.
| №   | Населённый пункт          | Тип     | Население | Муниципальное образование       |
| --- | ------------------------- | ------- | --------- | ------------------------------- |
| 1   | Абдрахманово              | деревня | ↘260      | Первомайский сельсовет          |
| 2   | Айгулево                  | село    | ↘641      | Айгулевский сельсовет           |
| 3   | Алатана                   | село    | ↘137      | Алатанинский сельсовет          |
| 4   | Алга                      | деревня | ↘206      | Максимовский сельсовет          |
| 5   | Асаво-Зубово              | село    | ↘137      | Казадаевский сельсовет          |
| 6   | Ашкадар                   | деревня | ↘71       | Отрадовский сельсовет           |
| 7   | Аючево                    | село    | ↗297      | Аючевский сельсовет             |
| 8   | Байрак                    | деревня | ↘188      | Отрадовский сельсовет           |
| 9   | Бегеняш                   | деревня | ↘290      | Первомайский сельсовет          |
| 10  | Бельское                  | село    | ↘1144     | Алатанинский сельсовет          |
| 11  | Берёзовка                 | деревня | ↘3        | Куганакский сельсовет           |
| 12  | Боголюбовка               | деревня | ↗174      | Константиноградовский сельсовет |
| 13  | Большое Аксаково          | село    | ↘163      | Подлесненский сельсовет         |
| 14  | Большой Куганак           | село    | ↘2368     | Куганакский сельсовет           |
| 15  | Бугуруслановка            | деревня | ↘233      | Максимовский сельсовет          |
| 16  | Буриказганово             | село    | ↘799      | Буриказгановский сельсовет      |
| 17  | Валентиновский            | деревня | →0        | Подлесненский сельсовет         |
| 18  | Васильевка                | село    | ↘655      | Наумовский сельсовет            |
| 19  | Веденовка                 | деревня | ↘73       | Ашкадарский сельсовет           |
| 20  | Ведерниковский            | деревня | ↗3        | Подлесненский сельсовет         |
| 21  | Верхние Услы              | село    | ↘732      | Услинский сельсовет             |
| 22  | Весёлый                   | деревня | ↘296      | Октябрьский сельсовет           |
| 23  | Владимировка              | деревня | ↘40       | Первомайский сельсовет          |
| 24  | Восточный                 | деревня | ↘17       | Казадаевский сельсовет          |
| 25  | Григорьевка               | деревня | ↘86       | Ашкадарский сельсовет           |
| 26  | Дергачевка                | деревня | ↘298      | Первомайский сельсовет          |
| 27  | Еслевский                 | деревня | ↘70       | Рязановский сельсовет           |
| 28  | Забельское                | село    | ↘200      | Алатанинский сельсовет          |
| 29  | Загородный                | село    | ↗2188     | Отрадовский сельсовет           |
| 30  | Заливной                  | село    | ↘401      | Наумовский сельсовет            |
| 31  | Золотоношка               | деревня | ↘563      | Тюрюшлинский сельсовет          |
| 32  | Ишпарсово                 | село    | ↘767      | Подлесненский сельсовет         |
| 33  | Казадаевка                | деревня | ↘51       | Казадаевский сельсовет          |
| 34  | Кантюковка                | деревня | ↗312      | Наумовский сельсовет            |
| 35  | Кармаскалы                | село    | ↘593      | Казадаевский сельсовет          |
| 36  | Катениновский             | деревня | ↗9        | Красноярский сельсовет          |
| 37  | Кононовский               | деревня | ↘291      | Октябрьский сельсовет           |
| 38  | Константино-Александровка | деревня | ↗21       | Первомайский сельсовет          |
| 39  | Константиноградовка       | деревня | ↘515      | Константиноградовский сельсовет |
| 40  | Косяковка                 | село    | ↘744      | Красноярский сельсовет          |
| 41  | Красноармейская           | деревня | ↘241      | Первомайский сельсовет          |
| 42  | Кузьминовка               | деревня | ↘251      | Первомайский сельсовет          |
| 43  | Кунакбаево                | деревня | ↘105      | Николаевский сельсовет          |
| 44  | Кучербаево                | деревня | ↘332      | Рязановский сельсовет           |
| 45  | Латыповка                 | деревня | ↘57       | Максимовский сельсовет          |
| 46  | Любовка                   | деревня | ↘88       | Услинский сельсовет             |
| 47  | Максимовка                | деревня | ↘293      | Максимовский сельсовет          |
| 48  | Максютово                 | деревня | ↘139      | Ашкадарский сельсовет           |
| 49  | Мариинский                | село    | ↗8356     | Отрадовский сельсовет           |
| 50  | Марковский                | деревня | ↘1        | Подлесненский сельсовет         |
| 51  | Маршановка                | деревня | ↗83       | Рязановский сельсовет           |
| 52  | Марьевка                  | деревня | ↘56       | Казадаевский сельсовет          |
| 53  | Матвеевка                 | деревня | ↘206      | Первомайский сельсовет          |
| 54  | Микрюковка                | деревня | ↗4        | Подлесненский сельсовет         |
| 55  | Михайловка                | деревня | ↘6        | Красноярский сельсовет          |
| 56  | Муравей                   | деревня | →218      | Казадаевский сельсовет          |
| 57  | Мурдашево                 | село    | ↗185      | Аючевский сельсовет             |
| 58  | Наумовка                  | село    | ↗3048     | Наумовский сельсовет            |
| 59  | Нижние Услы               | село    | ↘444      | Услинский сельсовет             |
| 60  | Николаевка                | деревня | →66       | Алатанинский сельсовет          |
| 61  | Николаевка                | село    | ↘830      | Николаевский сельсовет          |
| 62  | Новая Васильевка          | деревня | ↘246      | Аючевский сельсовет             |
| 63  | Новая Отрадовка           | село    | ↗1242     | Отрадовский сельсовет           |
| 64  | Новоабдрахманово          | деревня | ↗38       | Первомайский сельсовет          |
| 65  | Новоалешкино              | деревня | ↗24       | Подлесненский сельсовет         |
| 66  | Новое Барятино            | село    | ↘613      | Казадаевский сельсовет          |
| 67  | Новомукатовка             | деревня | ↘6        | Рязановский сельсовет           |
| 68  | Новониколаевка            | деревня | ↘6        | Константиноградовский сельсовет |
| 69  | Новониколаевский          | деревня | ↗60       | Наумовский сельсовет            |
| 70  | Новофедоровское           | деревня | ↘328      | Ашкадарский сельсовет           |
| 71  | Новый Краснояр            | село    | ↗473      | Красноярский сельсовет          |
| 72  | Озерковка                 | деревня | ↗28       | Наумовский сельсовет            |
| 73  | Октябрьское               | село    | ↘977      | Октябрьский сельсовет           |
| 74  | Первомайское              | село    | ↘918      | Первомайский сельсовет          |
| 75  | Петровка                  | деревня | ↘61       | Максимовский сельсовет          |
| 76  | Петропавловка             | деревня | ↗12       | Буриказгановский сельсовет      |
| 77  | Подлесное                 | деревня | ↗376      | Подлесненский сельсовет         |
| 78  | Покровка                  | село    | ↘843      | Куганакский сельсовет           |
| 79  | Покровка                  | деревня | ↗562      | Наумовский сельсовет            |
| 80  | Покровка-Озерки           | деревня | ↗22       | Тюрюшлинский сельсовет          |
| 81  | Помряскино                | село    | ↗295      | Айгулевский сельсовет           |
| 82  | Преображеновка            | деревня | ↘383      | Николаевский сельсовет          |
| 83  | Ранний Рассвет            | деревня | ↗115      | Октябрьский сельсовет           |
| 84  | Рощинский                 | село    | ↘1995     | Рощинский сельсовет             |
| 85  | Рыбкинский                | хутор   | ↘12       | Рязановский сельсовет           |
| 86  | Рязановка                 | деревня | ↗616      | Рязановский сельсовет           |
| 87  | Садовка                   | село    | ↘424      | Буриказгановский сельсовет      |
| 88  | Саратовка                 | деревня | ↘148      | Максимовский сельсовет          |
| 89  | Северная                  | деревня | ↘337      | Октябрьский сельсовет           |
| 90  | Соколовка                 | деревня | ↘160      | Первомайский сельсовет          |
| 91  | Соловьёвка                | деревня | ↗12       | Подлесненский сельсовет         |
| 92  | Спасское                  | деревня | ↘16       | Подлесненский сельсовет         |
| 93  | Старое Барятино           | село    | ↘33       | Казадаевский сельсовет          |
| 94  | Стрелковка                | деревня | →0        | Подлесненский сельсовет         |
| 95  | Сунгур                    | деревня | ↘83       | Услинский сельсовет             |
| 96  | Талалаевка                | село    | ↘590      | Подлесненский сельсовет         |
| 97  | Талачево                  | село    | ↘895      | Буриказгановский сельсовет      |
| 98  | Танеевка                  | село    | ↗121      | Красноярский сельсовет          |
| 99  | Тюрюшля                   | село    | ↘917      | Тюрюшлинский сельсовет          |
| 100 | Услыбаш                   | село    | ↘348      | Услинский сельсовет             |
| 101 | Усть-Зиган                | деревня | ↘19       | Куганакский сельсовет           |
| 102 | Федоро-Петровка           | деревня | ↘2        | Первомайский сельсовет          |
| 103 | Хрипуновский              | хутор   | ↘10       | Куганакский сельсовет           |
| 104 | Черкассы                  | деревня | ↘1        | Красноярский сельсовет          |
| 105 | Чувашский Куганак         | деревня | ↘213      | Красноярский сельсовет          |
| 106 | Чулпан                    | деревня | ↘26       | Услинский сельсовет             |
| 107 | Чуртан                    | деревня | ↘474      | Услинский сельсовет             |
| 108 | Шиханы                    | деревня | ↘321      | Алатанинский сельсовет          |
| 109 | Южный                     | деревня | ↘263      | Октябрьский сельсовет           |
| 110 | Юрактау                   | деревня | ↘221      | Алатанинский сельсовет          |
| 111 | Яблуновка                 | деревня | ↘6        | Максимовский сельсовет          |

## Экономика

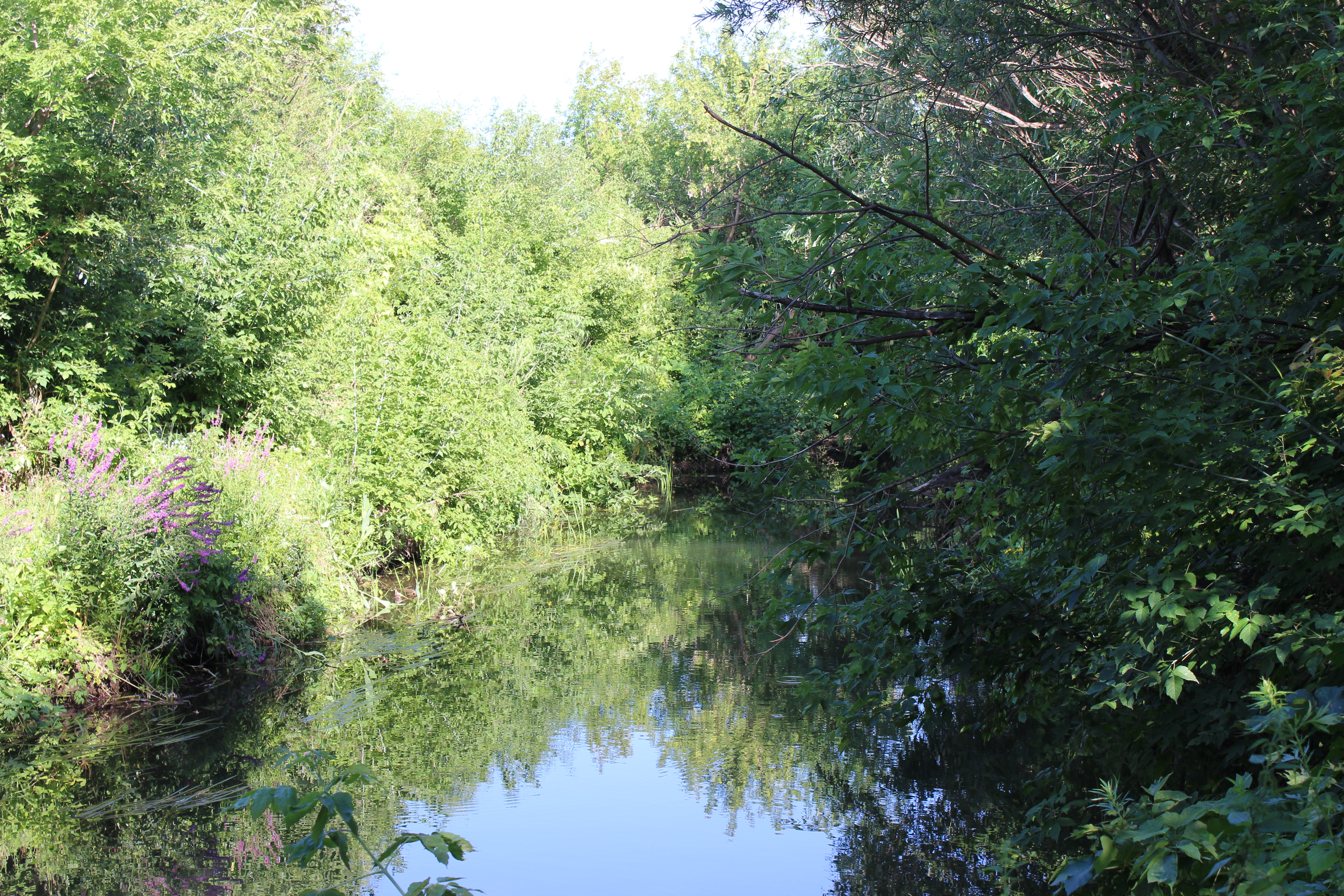
Река Куганак

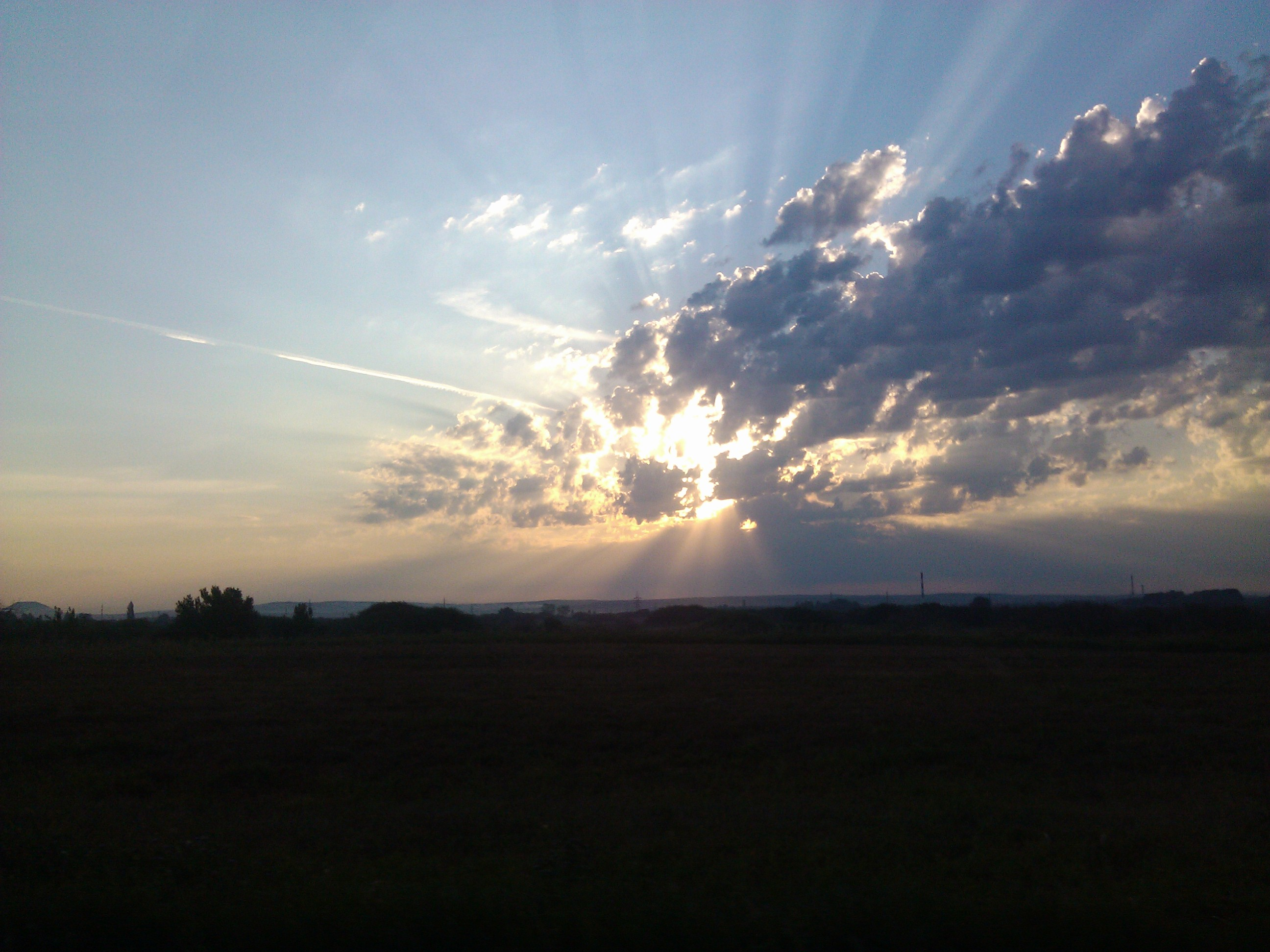
Рассвет

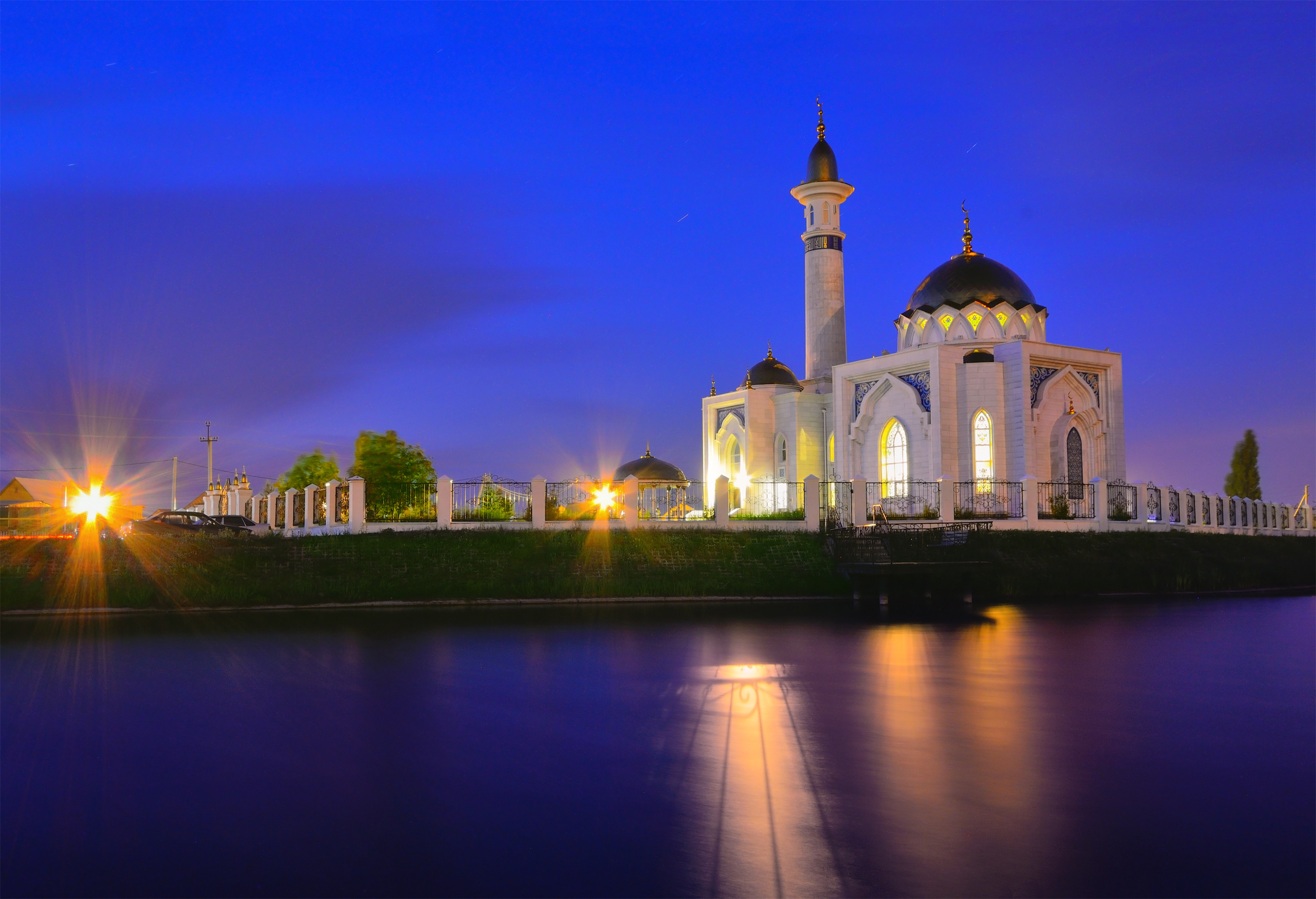
Мечеть Суфия

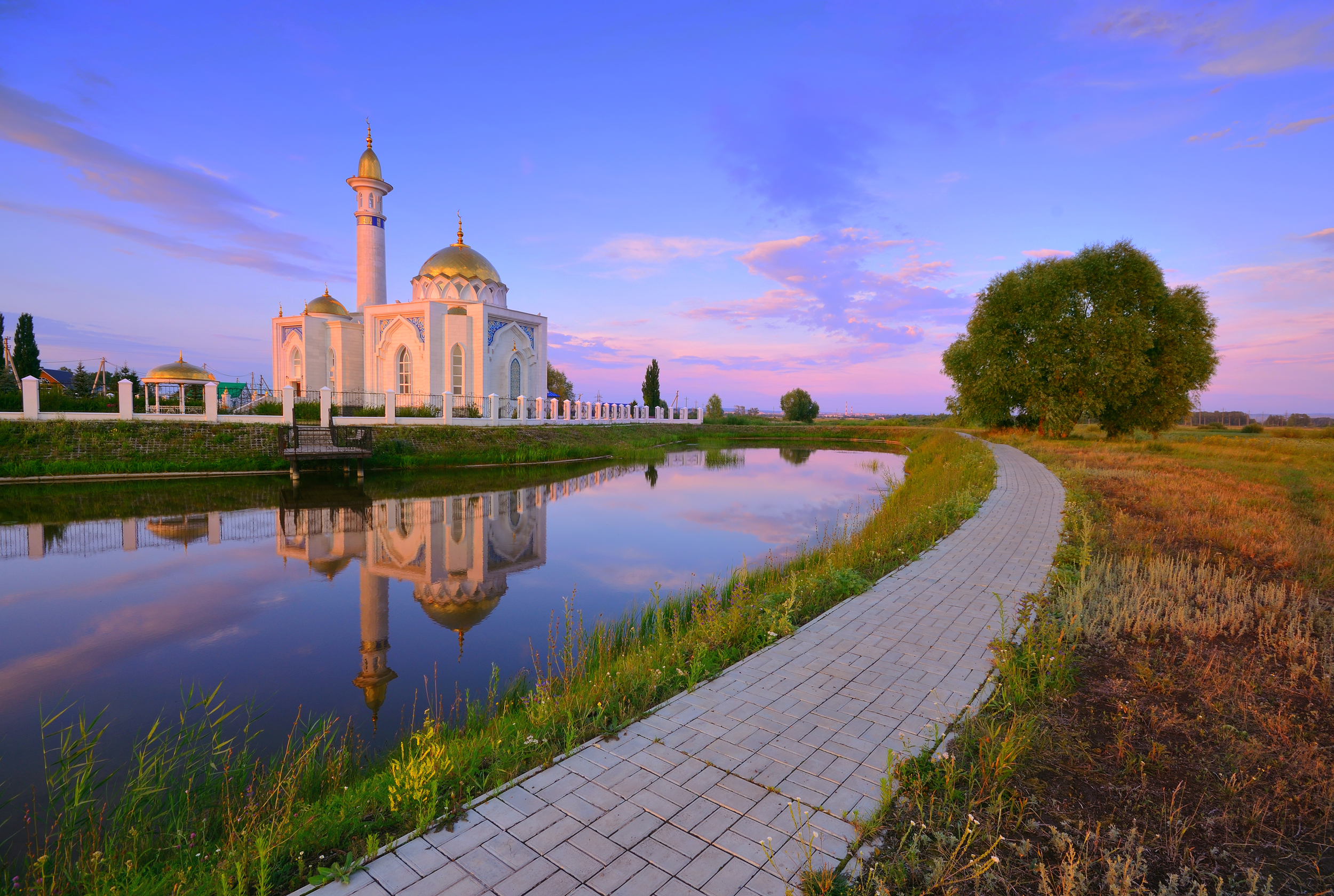
Мечеть Суфия

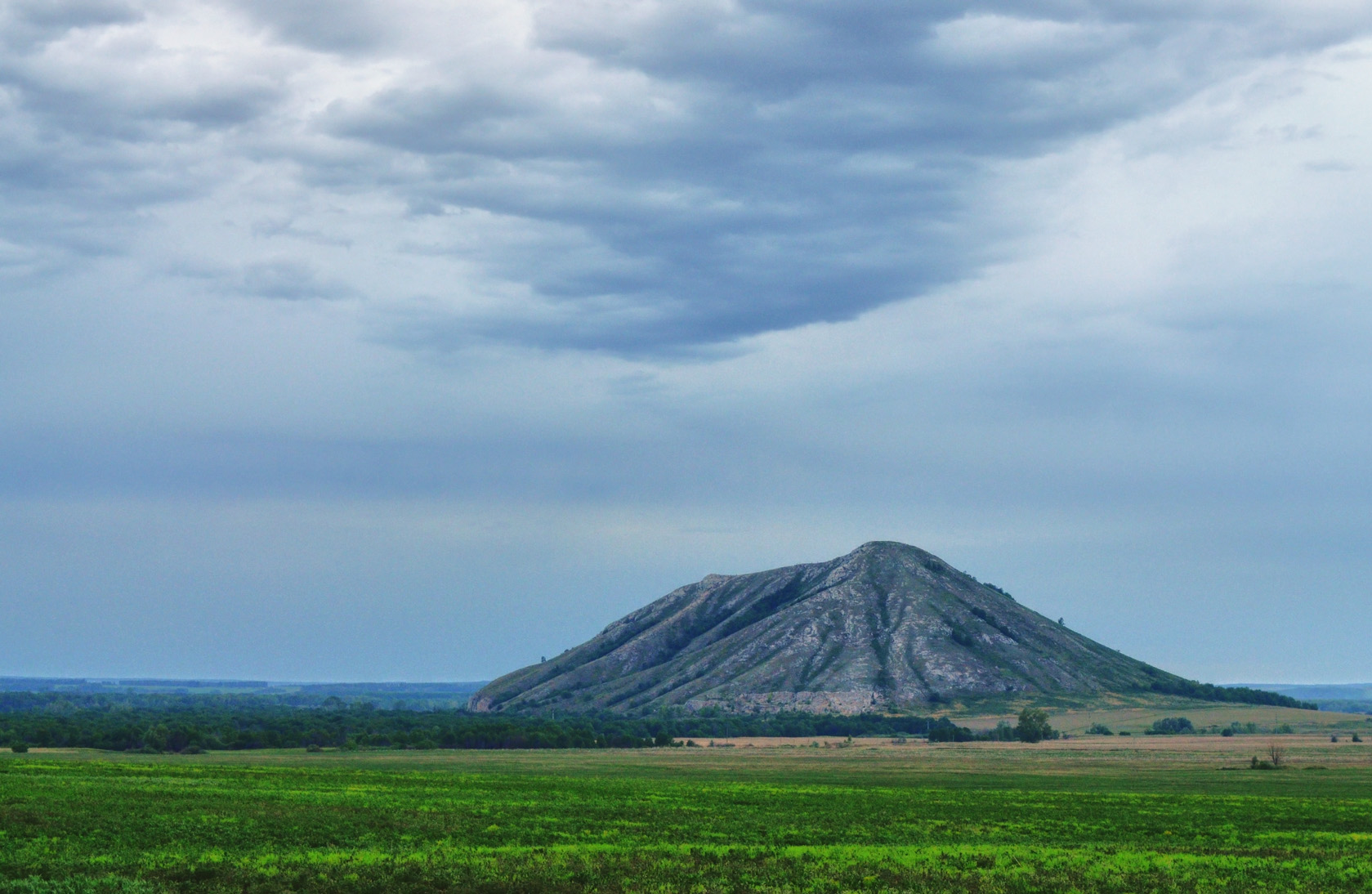
Шихан Юрактау

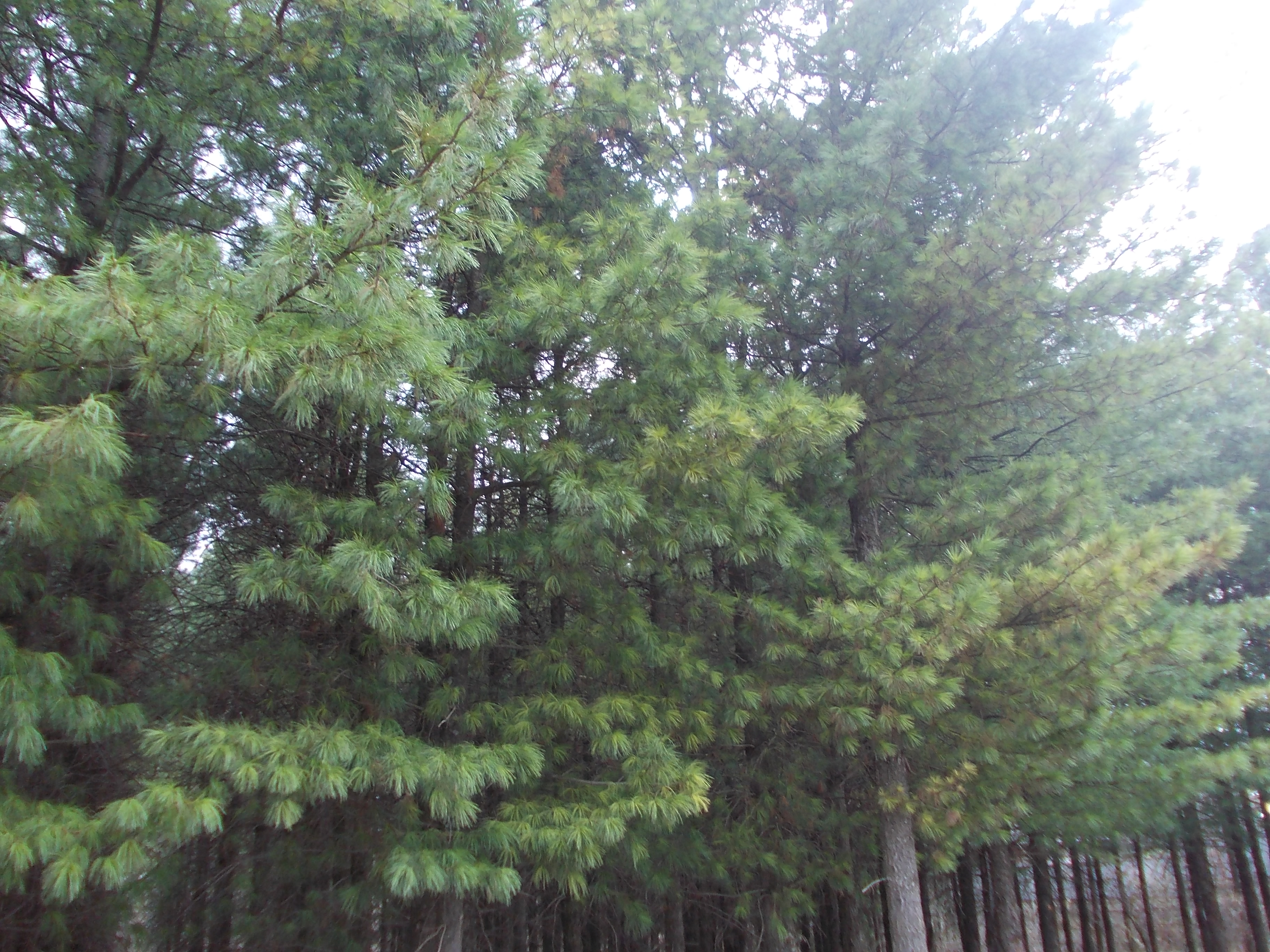
Кедры 1961 года посадки

Экономика района многоотраслевая, преобладающей отраслью является сельское хозяйство. Сельскохозяйственные угодья занимают 189 818 га, в том числе 129 312 га — пашня. Специализация в растениеводстве: зерновое хозяйство, возделывание подсолнечника, картофеля и овощей. Животноводство представлено молочно-мясным скотоводством, свиноводством, птицеводством.
На 01.01.2015 г. зарегистрировано: сельскохозяйственные производственные кооперативы — 2, государственные унитарные предприятия — 2, общества с ограниченной ответственностью — 10, МУСП — 1, крестьянские (фермерские) хозяйства — 78, с площадью закрепленной пашни 12 148 га, личные подсобные хозяйства граждан — более 13 тысяч. Крупнейшими являются ООО «АП им. Калинина», ГУСП "Совхоз «Рощинский», ООО "Агрофирма «Салават», ООО "СП «Дружба», ООО "СП"Фрунзе".
По состоянию на 1 января 2015 года на территории района зарегистрировано и действует 1395 субъектов предпринимательства. Из общего числа субъектов предпринимательства: 18 средних предприятий, 82 малых, 261 микропредприятие, 78 крестьянских фермерских хозяйств и 957 индивидуальных предпринимателей.

## Транспорт
Район пересекает железная дорога Уфа — Оренбург, автомобильные дороги: федеральная Р-240 Уфа — Оренбург, региональные Раевский — Стерлитамак, Стерлитамак — Белорецк — Магнитогорск, Стерлитамак — Стерлибашево — Фёдоровка.

## Образование, культура и социальная сфера
На территории района функционируют 22 детских сада и 22 дошкольные группы при 18 школах. Систему школьного образования района представляют 29 общеобразовательных школ (в том числе 15 филиалов), 1 начальная школа, 1 начальная школа-детский сад, 1 основная общеобразовательная школа. Учреждения дополнительного образования детей (детская школа искусств, 2 детские юношеские спортивные школы, станция юных техников, районный дом детского творчества) осуществляют свою образовательную деятельность по 7 основным направленностям. На базе школ района действует 152 объединения дополнительного образования детей. В районе функционируют Куганакский детский дом, детский оздоровительный лагерь "Колос".
В распоряжении любителей спорта имеются 139 спортивных сооружений, из них: 37 спортивных залов, где работают 39 секций по 14 видам спорта, 94 открытых спортивных площадки, 2 плавательных бассейна, 3 стрелковых тира. Кроме этого, в дошкольных учреждениях насчитывается 14 приспособленных спортивных залов, 20 спортивных площадок, оборудованных для спортивных и подвижных игр.
Работу по охране здоровья жителей района выполняют ГБУЗ РБ "Городская больница № 4 г. Стерлитамака", 4 сельские участковые больницы, 4 врачебные амбулатории, 43 фельдшерско-акушерских пунктов, 4 круглосуточные подстанции скорой помощи.
Организацией досуга населения  занимаются более 80 учреждений культуры, 2 дворца культуры, 30 сельских домов культуры, 7 сельских клубов,  муниципальная централизованная библиотечная система (2 центральные библиотеки и 37 сельских библиотек-филиалов), 2 детские музыкальные школы, школа искусств.
Тиражом более 4000 экземпляров выходит газета "Сельские нивы" на русском и татарском языках. На территории района действует 15 религиозных объединений: 7 христианских, 8 мусульманских.

## Достопримечательности
- Курганный могильник Чумарово-I был обнаружен в селе Новоабдрахманово в 1960-х годах. Состоит из 15 погребальных комплексов. Могильник имеет два уровня захоронения — XVII и III веков до нашей эры диаметром 16 и 20 метров: эпохи бронзы (срубной археологической культуры) и раннего железного века (сарматской культуры)[45][46][47].
- Мемориальный комплекс «Земля Юрматы» — комплекс в честь ликвидированных населённых пунктов на нынешних территориях городов Ишимбая и Салавата, а также в память о павших в героических боях защитников Родины[48][49][50].
- Метеорит «Стерлитамак» — железный метеорит массой 300 кг. В ночь с 17 на 18 мая 1990 года упал на поле совхоза «Стерлитамакский» в 20 км западнее города Стерлитамака[51][52][53].
- Мечеть Суфия — мечеть в селе Кантюковка, считается одной из красивейших мечетей республики, украшена мрамором, мозаикой и золотом, расположена на берегу искусственного водоёма[54][55][56].
- Юрактау — шихан, один из цепочки четырёх шиханов вблизи Стерлитамака. Остаток рифа, нижнепермского (поздний палеозой) рифового массива, образовавшегося свыше 230 миллионов лет назад в тропическом море. Самый северный среди Стерлитамакских шиханов. Имеются сернистые родники, произрастают растения, занесённые в Красную Книгу Российской Федерации[57][58][59].